# Karaczanowate
Karaczanowate (Blattidae Latreille) – rodzina karaczanów z nadrodziny Blattoidea.
Karaczany głównie czerwonobrązowe do czarnych, często z kontrastującym, ciemno-jasnym wzorem na przedpleczu. Skrzydła od w pełni rozwiniętych do zredukowanych, zwykle u samic krótsze niż u samców. Spodnia strony środkowych i tylnych ud uzbrojona na obu krawędziach w rzędy silnych kolców. Wyrostki rylcowe samca smukłe, proste, zwykle symetryczne. Siódme sternum samicy dwuwargowe.
Należy tu około 650 gatunków, zgrupowanych w pięciu podrodzinach:
- Archiblattinae
- Blattinae
- Duchailluiinae
- Macrocercinae
- Polyzosteriinae